# Útok na redakci časopisu Charlie Hebdo
K útoku na redakci satirického časopisu Charlie Hebdo došlo 7. ledna 2015 v Paříži. Vyžádal si 12 mrtvých a 10 zraněných. Ve městě byl vyhlášen nejvyšší bezpečnostní stupeň. Zaútočili bratři Kouachiovi, za pomocí automatických zbraní a granátometu. Do budovy vtrhli okolo 11. hodiny a začali střílet (údajně padlo okolo 50 ran). Jednalo se v té době o nejkrvavější incident v Paříži od masakru v roce 1961, než jej svým rozsahem překonaly teroristické útoky v listopadu téhož roku.

## Pozadí útoku
Od 60. let 20. století narůstá v evropských zemích, jako je Francie a Německo, velikost muslimské populace. V době útoku již počet muslimů žijících ve Francii přesáhl 5 milionů. Napětí mezi etnickými Francouzi a přistěhovalci často vnímanými jako odpadlíky[zdroj?] se následkem útoku vyostřilo.
Charlie Hebdo (výslovnost [ʃaʁli ɛbdo]; francouzsky Týdeník Karlík) je magazín publikující komiksy, reportáže, fejetony a vtipy. Je silně protináboženský [zdroj?] a levicově orientovaný [zdroj?]. Terčem jeho vtipů bývá krajní pravice, katolictví, islám, judaismus, politika, kultura. Začal vycházet v roce 1969. V roce 1981 byl zrušen a v roce 1992 opět obnoven.
Články a kresby časopisu byly už v minulosti značně kontroverzní. Jedno z vydání v roce 2011 např. neslo titul Šaría Hebdo s karikaturou proroka Mohameda, což mělo za následek mimo jiné hacknutí jejich webové stránky a vypálení tehdejšího sídla redakce neznámými pachateli. V následujícím roce vydal několik dalších karikatur proroka včetně jeho nahých kreseb.[zdroj?] Ty přišly jako reakce na sérii útoků na americké ambasády na Středním východě. Po výhrůžkách, které přišly od různých radikálních islamistů, byla francouzská vláda nucena evakuovat své ambasády ve dvaceti muslimských zemích a sídlo magazínu hlídali policisté. Jeden policista sloužil jako osobní strážce šéfredaktora Stéphane Charbonniera, který byl od roku 2013 na černé listině al-Kajdy.[zdroj?] Vstup do budovy, kde se redakce nacházela, byl chráněn zakódovanými bezpečnostními dveřmi.

## Průběh útoků

### Charlie Hebdo
7. ledna 2015, kolem 11:20 dopoledne, byla pracovnice časopisu Corinne Rey při návratu do redakce napadena dvěma ozbrojenými muži a donucena zadat bezpečnostní kód. Tak vnikli útočníci do budovy a začali střílet v redakci časopisu, kde zabili 12 lidí a 10 jich zranili. Mezi mrtvými jsou také dva policisté, z nichž jeden, strážník Ahmed Merabet, byl muslimského vyznání. Útočníci byli vyzbrojeni útočnými puškami jugoslávské výroby Zastava M70 a samopaly vz. 61 Škorpion (původ nejasný, vyráběny byly v Československu i Jugoslávii), pistolemi Tokarev, brokovnicí a granátometem. Během palby křičeli hesla typu Pomstili jsme proroka Mohameda či Allahu Akbar (Alláh je veliký).
Střelci utekli v připraveném autě, které řídil další muž, směrem na Porte de Pantin. Tam odcizili druhé auto a pokračovali v útěku směrem na sever Francie. Po útočnících pátraly francouzské ozbrojené složky.

#### Oběti útoku
Zavražděno bylo 12 lidí. Devět novinářů, údržbář a policista, bodyguard Charba, přímo v redakci a jeden policista před budovou. Mezi oběťmi jsou karikaturisté Cabu, Charb, Tignous, Georges Wolinski, Philippe Honoré nebo ekonom Bernard Maris.

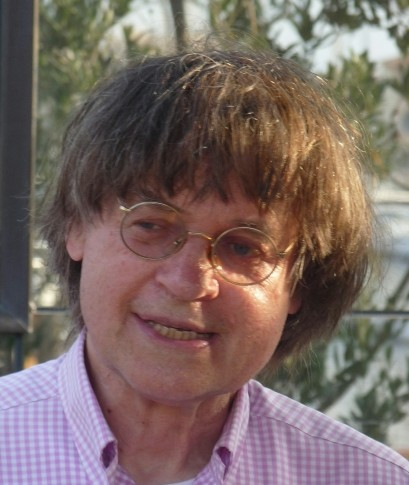
Cabu
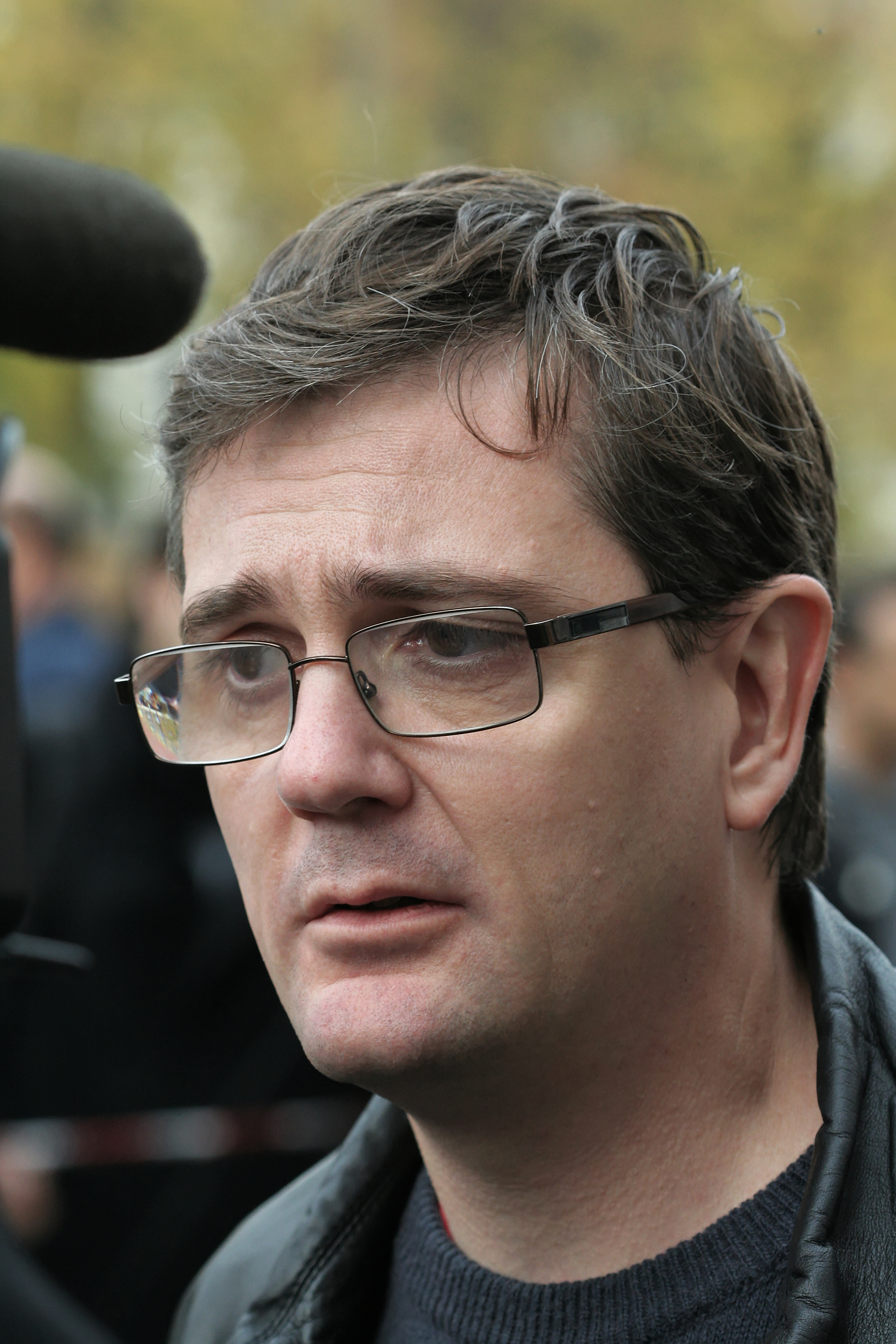
Charb
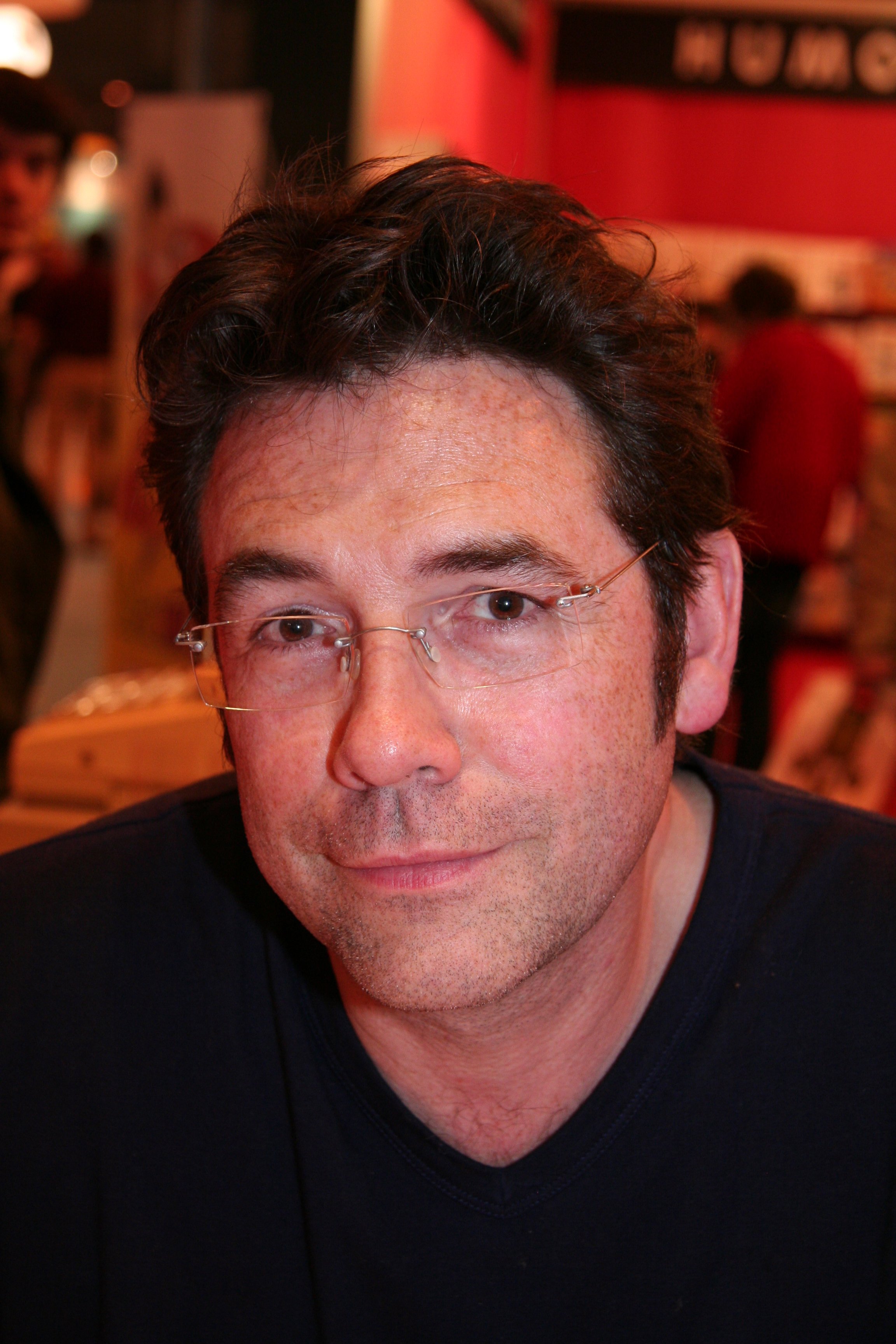
Tignous
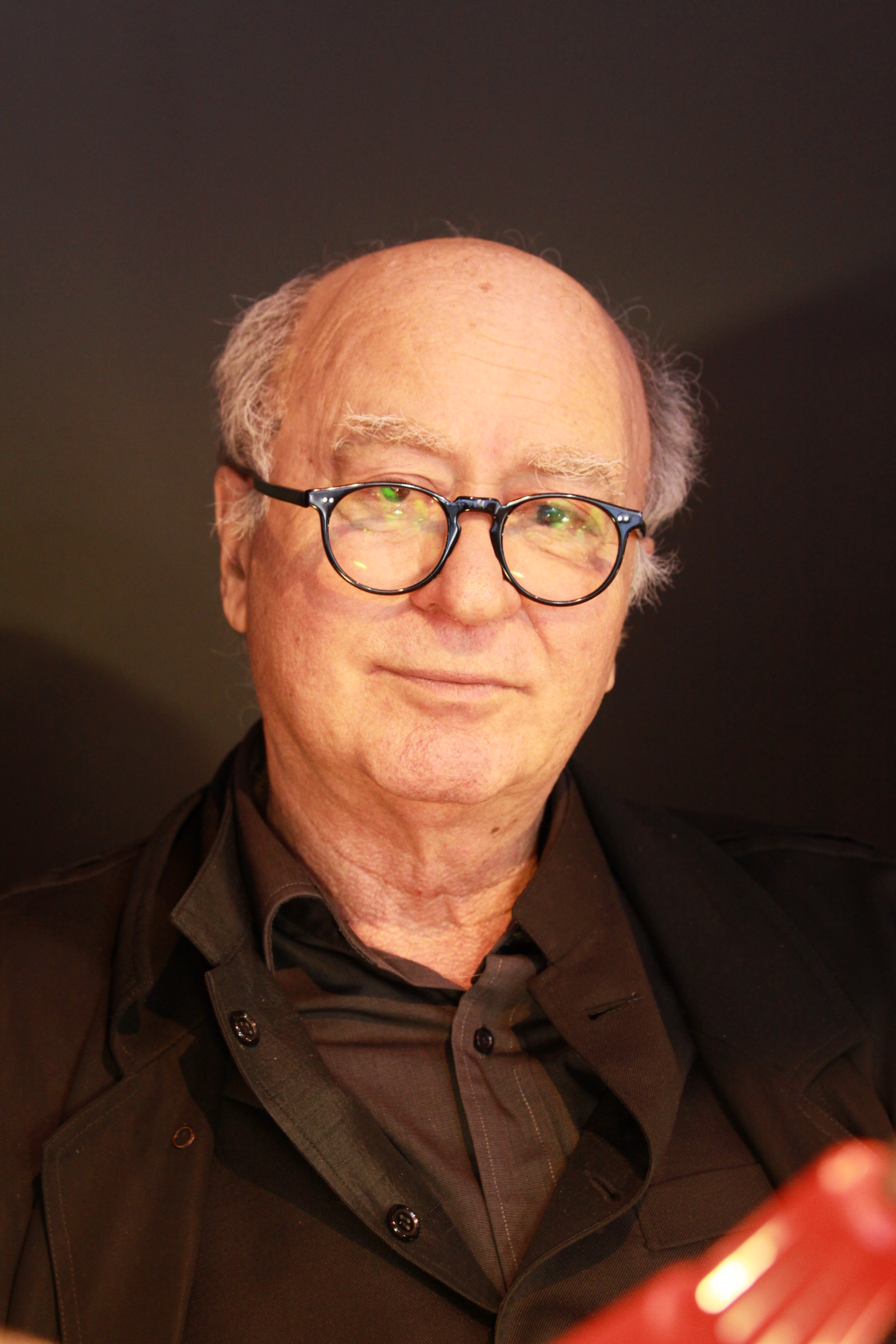
Georges Wolinski
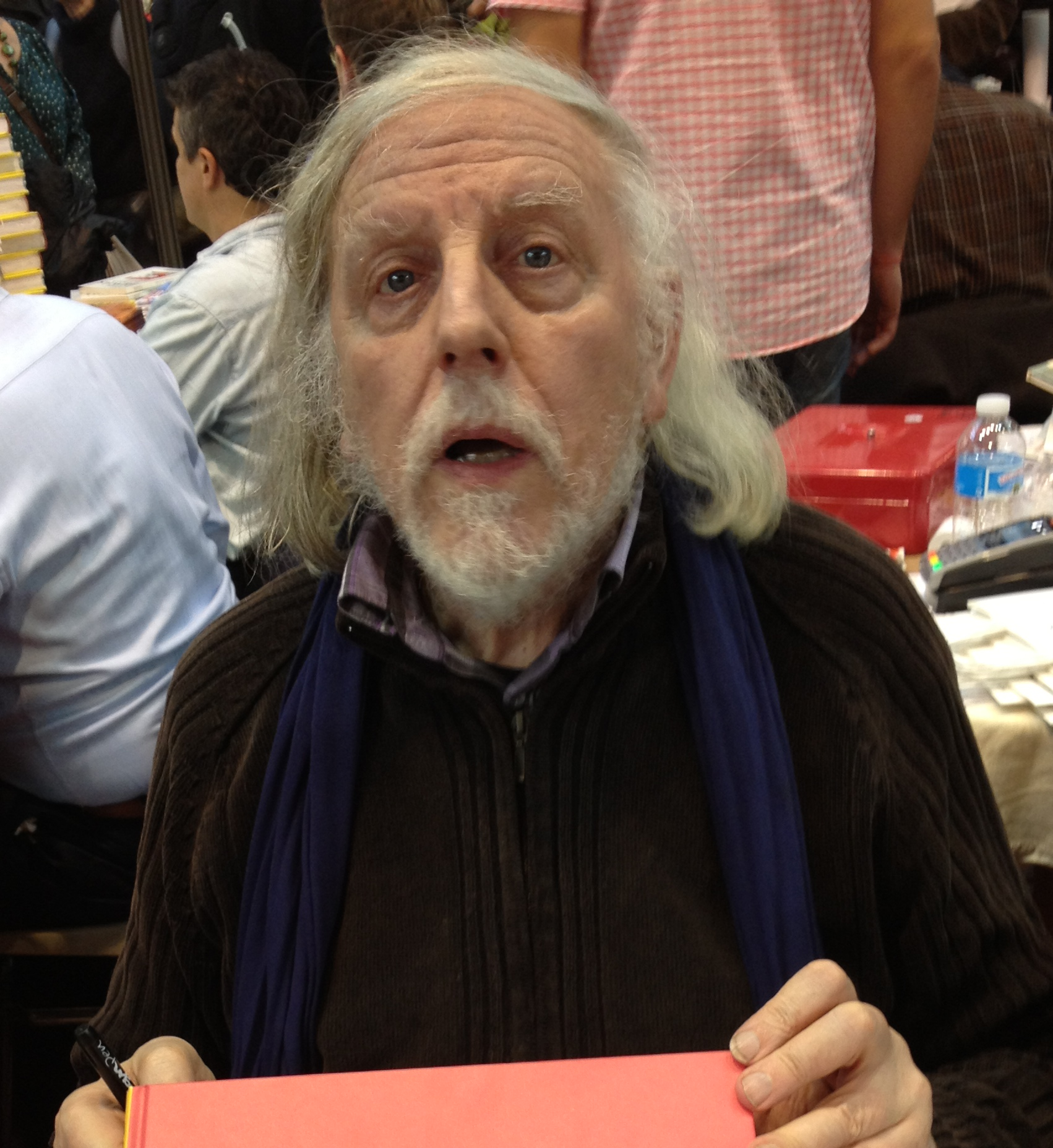
Honoré

### Vražda policistky
Den po útoku zabil Amedy Coulibaly, známý bratrů Kouachiových, vyzbrojený automatickou puškou, v Montrouge na jižním předměstí Paříže neozbrojenou policistku a dalšího člověka vážně zranil. Policie později prohlásila, že útočník patřil ke stejné skupině jako bratři Kouachiovi, konkrétně jde o jemenskou pobočku al-Kajdy.

### Útok na košer samoobsluhu ve Vincennes
Dne 8. ledna provedl Coulibaly útok na košer hypermarket ve Vincennes (20. pařížský obvod). Při něm zabil čtyři lidi a další držel jako rukojmí. Útočník ozbrojený samopaly AKS-74U a Škorpion vzor 61 a pistolemi Tokarev hrozil zabitím rukojmí v případě policejního útoku na bratry Kouachiovy obležené v tiskárně na předměstí Paříže, s nimiž byl v kontaktu.
Policie vtrhla do samoobsluhy a osvobodila 15 rukojmí. Při akci byl zabit útočník a několik lidí včetně policistů bylo zraněno. Pracovník obchodu Lassana Bathily narozený v Mali ukryl během krize šest rukojmí v chladicí komoře. Sám pak uprchl výtahem na zboží s cílem kontaktovat policii. Čtyři rukojmí pak zemřeli při pokusu přemoci útočníka.
Rukojmí následně zažalovali francouzskou televizní stanici BFM TV za to, že během živého vysílání prozradili jejich úkryt, čímž potenciálně mohli poskytnout taktickou výhodu útočníkovi.

## Identifikace a zneškodnění teroristů

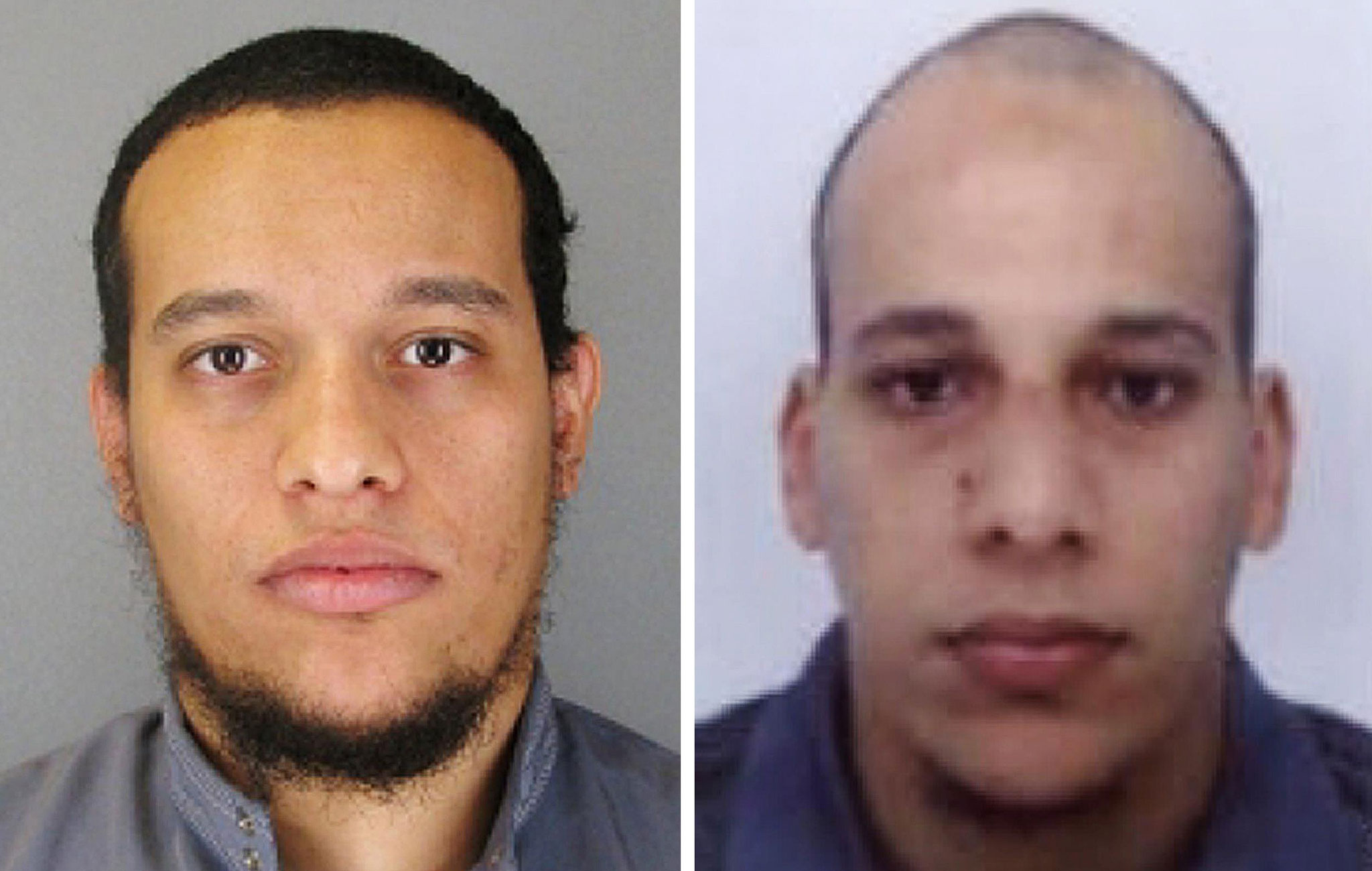
Saïd a Chérif Kouachiovi

Jako útočníci byli identifikováni dva bratři, oba francouzští občané: Said Kouachi (* 7. září 1980) a Chérif Kouachi (* 29. listopadu 1982). Ten byl již dříve odsouzen jako terorista a odpykal si trest ve francouzském vězení za organizaci náboru muslimů do cvičných táborů al-Kajdy. Údajný třetí útočník, osmnáctiletý Hamid Mourad neznámého občanství, se po zveřejnění jeho identifikace a fotografie v médiích sám přihlásil na policii s tím, že má alibi.
Pátrání po obou bratrech, potom co přepadli benzínku severně od Paříže, pokračovalo. Speciální jednotka GIGN (Groupes d'Intervention de la Gendarmerie Nationale) prohledávala vesnici Corcy, ležící severně od Paříže. V pátek ráno byli obklíčeni a následně oba zastřeleni v tiskárně v Dammartin-en-Goële severně od Paříže.
Saïd Kouachi byl pohřben za přítomnosti policistů do neoznačeného hrobu v Remeši a Jeho bratr Chérif v muslimské sekci hřbitova v pařížském předměstí Gennevilliers.
Francouzský policejní komisař Helric Fredou, který vyšetřoval okolnosti útoku, ve večerních hodinách 9. ledna 2015 spáchal sebevraždu ve své kanceláři.

## Reakce

„Je suis Charlie“. (Jsem Charlie.) Logo, použité na oficiální stránce Charlie Hebdo ihned po atentátu.

Útok byl odsouzen řadou politiků, např. francouzským prezidentem Françoisem Hollandem, předsedou Evropské komise Jeanem-Claudem Junckerem, německou kancléřkou Angelou Merkelovou, britským premiérem Davidem Cameronem, ruským prezidentem Vladimirem Putinem, generálním tajemníkem NATO Jensem Stoltenbergem nebo českým prezidentem Milošem Zemanem. Liga arabských států odsoudila útok jako teroristický čin.

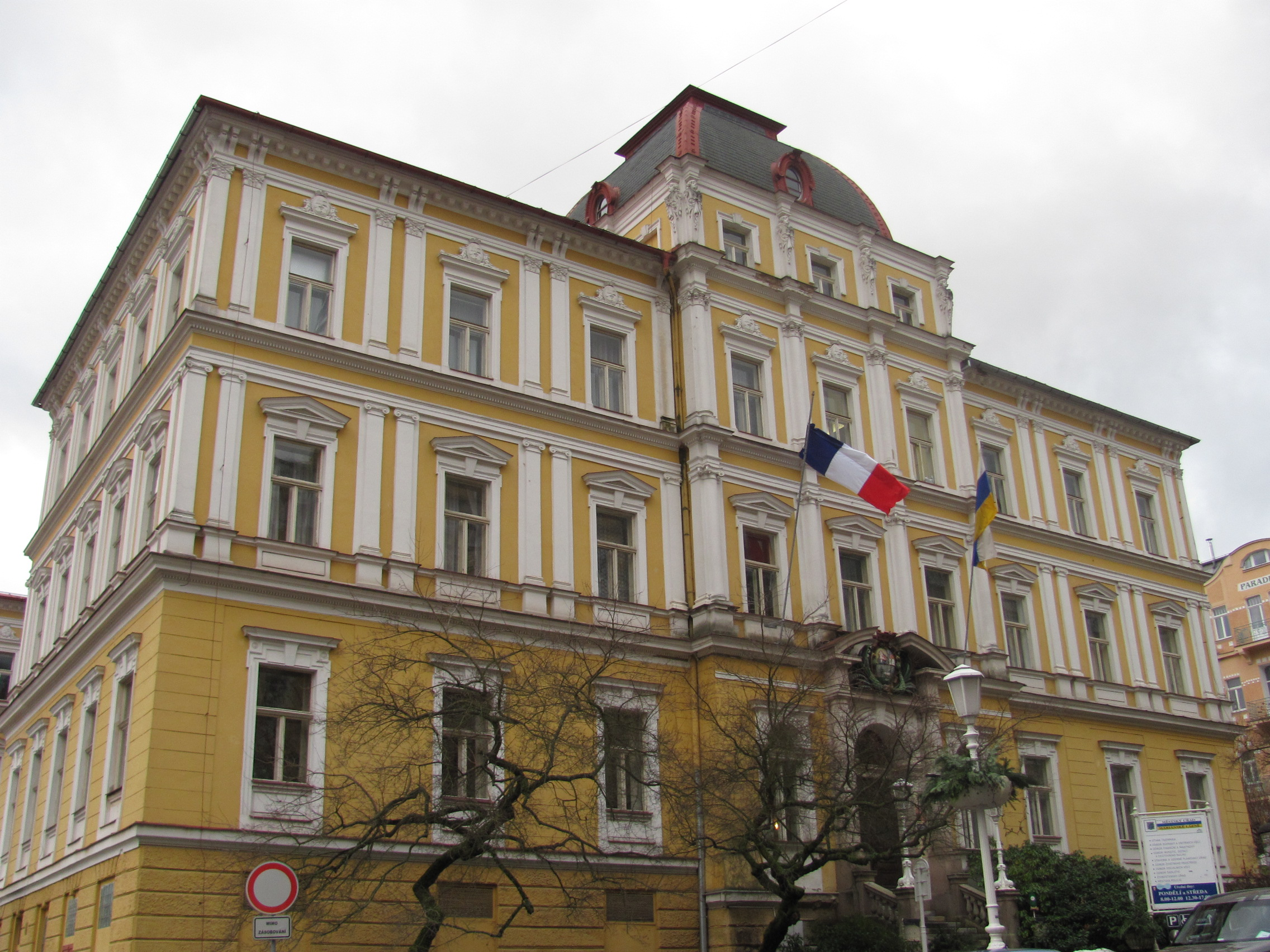
Francouzská vlajka na radnici v Mariánských Lázních jako vzpomínka na oběti útoku.

Spojené státy oznámily, že jsou odhodlány pomoci Francii s dopadením těch, kdo jsou za útok odpovědní.
V mnoha evropských městech se konaly pietní akce k uctění památky obětí útoku. V některých městech též zavlály francouzské vlajky.

### Školy
Le Figaro uveřejnilo zprávu, že v základní škole v Seine-Saint-Denis až 80 % žáků odmítlo účast na uctění obětí minutou ticha nařízenou v celé zemi. Muslimští žáci slovně hrozili učitelům, že je "pošlou na zem kalašnikovem", tvrdili, že "to muselo přijít" anebo přímo oslavovali teroristy. V jiné francouzské škole zase vyhrožovali, že "zabijeme ještě více lidí než v Charlie Hebdo".